# Kiemceltumor
Een kiemceltumor is een tumor die doorgaans voorkomt in de geslachtsorganen en bestaat uit cellen die het vormen van geslachtscellen of kiemcellen als taak hebben, zoals zaadbalkanker.
Een kiemceltumor kan ook voorkomen buiten de geslachtsorganen. Dit worden extra-gonadale kiemceltumoren genoemd en deze komen meestal voor in de buikholte. Extra-gonadale kiemceltumoren zijn zeldzaam. Ze komen voor bij ongeveer 1 op de 250.000 kinderen onder de 16 jaar en ontstaan uit primitieve kiemcellen, die tijdens de ontwikkeling van een foetus terechtkomen in de onderbuik. 
Een kiemceltumor is te behandelen met een operatie, eventueel in combinatie met radiotherapie en chemotherapie.